# Faramea diversifolia
Faramea diversifolia är en måreväxtart som beskrevs av Johannes Müller Argoviensis. Faramea diversifolia ingår i släktet Faramea och familjen måreväxter. Inga underarter finns listade i Catalogue of Life.